# B. Y. Raghavendra
B. Y. Raghavendra (Bookanakere Yeddyurappa Raghavendra, auch Raghavendra Yeddyurappa; Kannada: ಬಿ. ವೈ. ರಾಘವೇಂದ್ರ; * 16. August 1973 in Shikaripur) ist ein indischer Politiker der hindunationalistischen Partei Bharatiya Janata Party (BJP) aus dem Bundesstaat Karnataka. Er war von 2009 bis 2014 Abgeordneter in der Lok Sabha, dem Unterhaus des gesamtindischen Parlaments.
B. Y. Raghavendra wurde am 16. August 1973 in der Stadt Shikaripur im Distrikt Shivamogga in Zentralkarnataka geboren. Sein Vater ist B. S. Yeddyurappa, der als führender BJP-Politiker im Bundesstaat 2007 sowie 2008–2011 das Amt des Chief Ministers von Karnataka bekleidete. B. Y. Raghavendra ist Hindu und gehört zu den Lingayat, einer in Karnataka weit verbreiteten und politisch einflussreichen Kaste. Seine Ausbildung schloss er mit einem Bachelor in Unternehmensführung in Shivamogga (Shimoga) ab. Seit 1997 ist Raghavendra mit R. Tejaswini verheiratet. Das Paar hat zwei Söhne.
Seine politische Karriere begann B. Y. Raghavendra bei der Parlamentswahl in Indien 2009. Er ließ sich im Wahlkreis Shimoga als Kandidat der BJP aufstellen. Als Ergebnis der Wahl besiegte B. Y. Raghavendra seinen Gegenkandidaten von der Kongresspartei, den ehemaligen Chief Minister Karnatakas S. Bangarappa, und zog als einer von 19 BJP-Abgeordneten aus Karnataka in die Lok Sabha ein.
B. Y. Raghavendra war im Jahr 2011 in den Korruptionsskandal um seinen Vater B. S. Yeddyurappa verwickelt. Yeddyurappa wurde vorgeworfen, er habe Raghavendra und anderen Familienmitgliedern Land weit unter Marktwert zugeschanzt, welches diese daraufhin mit großem Profit an private Unternehmen weiterverkauften. Nachdem Yeddyurappa, der sich wegen des Korruptionsskandals mit der BJP überworfen hatte, im Dezember 2012 eine eigene Partei, die Karnataka Janata Paksha (KJP) gegründet hatte, begann auch B. Y. Raghavendra die KJP zu unterstützen. Als Folge davon wurde er im April 2013 aus der BJP ausgeschlossen. Im Januar 2014 vereinigte sich Yeddyurappas KJP aber wieder mit der BJP und Raghavendra wurde wieder in die BJP aufgenommen.
Bei der Parlamentswahl 2014 trat B. Y. Raghavendra nicht wieder an, um den Wahlkreis Shimoga für seinen Vater B. S. Yeddyurappa freizumachen.